# Ali Tarhouni
Ali Tarhouni (arabe علي الترهوني), né en 1951, est un homme d'État libyen, vice-président, du 23 mars au 23 octobre 2011, puis président par intérim du Conseil exécutif du Conseil national de transition de Libye du 23 octobre au 24 novembre 2011, succédant à Mahmoud Jibril.

## Biographie
Il est parallèlement responsable du Pétrole et des Finances dans ce même gouvernement,.
Après l'installation d'Abdel Rahim Al-Kib comme président du Conseil exécutif le 24 novembre 2011, Ali Tarhouni ne fait plus partie du gouvernement.
En 2012, il présente sa propre liste à l'élection du Congrès général national libyen sous le nom Parti centriste national.